# Eriospermum titanopsoides
Eriospermum titanopsoides är en sparrisväxtart som beskrevs av Pauline Lesley Perry. Eriospermum titanopsoides ingår i släktet Eriospermum och familjen sparrisväxter. Inga underarter finns listade i Catalogue of Life.